# Zan, re della giungla
Zan, re della giungla (Tarzán en la gruta del oro) è un film del 1969 diretto da Manuel Caño. È una pellicola fantastico-avventurosa girata sull'imitazione del personaggio di Tarzan di Edgar Rice Burroughs (non accreditato).

## Trama
Una tribù di Amazzoni chiede aiuto a Tarzan alfine di impedire che due criminali vengano in possesso del loro tesoro sacro.

## Critica
(Fantafilm)